# Маркиза де Вильпаризи
Маркиза де Вильпаризи (фр. Madeleine de Villeparisis) — один из центральных персонажей цикла романов Марселя Пруста «В поисках утраченного времени» (далее — «Поиски»).

## Маркиза де Вильпаризи в «Поисках»
Мадлена де Вильпаризи, пожилая маркиза из знатных родов: Буйон (урождённая герцогиня Бульонская, дочь Флоримона де Гиза, сестра герцога Бульонского) и Германтов (тетя Базена, герцога Германтского, и его жены Орианы, которую она воспитала); герцогиня д`Эвре по первому мужу. Рассказчик отмечал, что маркиза в первом браке «принадлежала к числу женщин, которые, происходя из славного рода и после замужества попав в семью не менее знатную, все же не занимают видного положения в обществе и, если не считать нескольких герцогинь, их племянниц или невесток, и даже двух-трёх особ королевского рода, старых друзей их дома, принимают у себя в салоне третьесортную публику: буржуа, провинциальных или оскудевших дворян, из-за которых давно уже у них перестали бывать люди элегантные и снобы, не связанные с ними долгом родства или старинной дружбы».
Позднее она — вдова г-на Тирьона, который именовал себя маркизом де Вильпаризи. По словам её племянника де Шарлю, «на неё нашла блажь: она вторично вышла замуж за никому не известного Тирьона... он захотел стать господином де Вильпаризи... Но тётка от великого ума — сейчас она в таком возрасте, когда выживают из последнего, — объявила, что в роду её мужа был такой маркизат». Рассказчик был «поражён, когда узнал, что фамилия Вильпаризи выдуманная». Она составлена из слова «город» и названия кельтского племени «паризиев», обитавшего в тех местах, где затем был построен Париж.
Маркиза де Вильпаризи — многолетняя любовница дипломата маркиза де Норпуа и давняя приятельница бабушки Рассказчика, однако та в присутствии внука предпочитала с маркизой не сближаться, до того момента, когда в бальбекском Гранд-отеле им невозможно было разминуться. Маркиза живёт во флигеле особняка своих племянников Германтов, куда затем (по-видимому, по её рекомендации) переезжает и семья Рассказчика.
Утратив после второго брака высокое положение в обществе, на склоне лет маркиза вновь «начала им дорожить», устроив у себя салон, в который ей «хотелось приманить к себе всех, кого она прежде так старательно от себя отдаляла». Мадлена де Вильпаризи пишет цветы акварелью, подобно Жанне-Мадлене Лемер (1845—1928), художнице-акварелистке и хозяйке артистического салона, приятельнице Пруста. Рассказчик отмечает, что в маркизе де Вильпаризи благородство обычно сочеталось с простотой обращения, но порой она становилась неестественно любезной. «Единственно, в чём у неё сказывался недостаток истинной учтивости, так это в том, что она была чересчур учтива: тут проявлялась профессиональная черта дамы Сен-Жерменского предместья».
В пятой книге «Поисков» маркизу настигает преждевременная смерть, о чём упоминает Рассказчик в разговоре с де Шарлю, но в шестой книге она вновь появится в компании маркиза де Норпуа, в Венеции, где выясняется, что в молодости маркиза де Вильпаризи, «первая красавица своего времени», «свела с ума», разорила и затем бросила отца г-жи Сазра. Эта хронологическая несогласованность — результат позднейших вставок и незавершённой работы Пруста над готовящейся к изданию «Пленницей» в последние месяцы его жизни). К весне 1916 года маркиза умирает окончательно.

## Прототипы

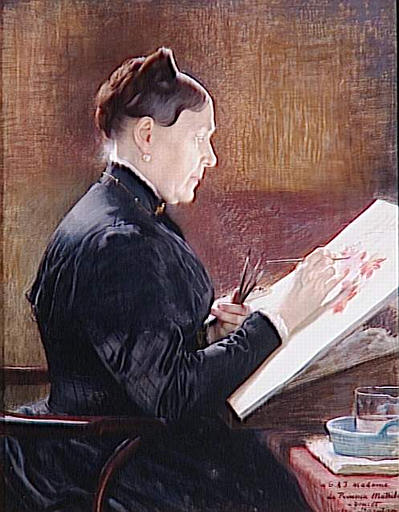
Принцесса Матильда Бонапарт. Портрет кисти Анри Люсьена Дусе

- Графиня де Боленкур, урождённая Софи де Кастелан (1818—1904), в одном из своих писем к Монтескью Пруст указывает на неё как на главный прототип маркизы[22].
- Некоторые черты образа маркизы де Вильпаризи взяты Прустом от принцессы Матильды Бонапарт[23] (которая выступает и в качестве самостоятельного персонажа «Поисков»).

## В экранизациях
- Моник Кутюрье — «Обретённое время» Рауля Руиса (1999).
- Франсуаза Бертин — «В поисках утраченного времени» Нины Компанеец (2011).